# Сантини, Ян
Ян Блажей Сантини-Айхль, Джованни Бьяджо Сантини (чеш. Jan Blažej Santini-Aichel, итал. Giovanni Biagio Santini; 3 февраля 1677, Прага — 7 декабря 1723, Прага) — чешский архитектор итальянского происхождения, один из самых своеобразных представителей европейского барокко, представитель редкого стилевого течения «барочной готики».

## Биография
Сантини родился в Праге, куда его дед перебрался из Италии, 3 февраля 1677 года, в день Св. Блажея (sv. Blažeje). Он был старшим сыном в семье пражского каменщика итальянского происхождения Айхеля Сантини. На следующий день его крестили в соборе Св. Вита и назвали в честь чешского святого: Ян Блажей Айхель (Jan Blažej Aichl). Он родился с физическим недостатком, был хромым на одну ногу, что помешало ему продолжить карьеру отца и возглавить мастерскую каменщика. Тем не менее, Айхель изучал каменное дело (как и его брат Франтишек), а также занимался живописью, вероятно, с Кристианом Шрёдером. После своего ученичества около 1696 года он отправился в путешествие. В 1699 году проехал через Австрию и прибыл в Италию, добрался до Рима, где познакомился с постройками Франческо Борромини, радикального архитектора, которого современники считали «экстравагантным». Приверженность стилю Борромини осталась у Айхеля на всю жизнь.
В Италии он, вероятно, получил квалификацию архитектора и прибавил к своему имени итальянскую фамилию отца: Сантини. В начале карьеры занимался восстановлением провинциальных готических храмов, разрушенных за годы Тридцатилетней войны. Детальное знание строительных приёмов средневековой готики сочеталось у него с интересом к наиболее радикальным экспериментам мастеров итальянского и южно-немецкого барокко, а именно Франческо Борромини, Гварино Гварини и Фишера фон Эрлаха Старшего.
К 1700 году Сантини уже имел практический опыт, хотя документально не подтверждено, что он был членом какой-либо строительной гильдии или владел мастерской. Одна из его ранних работ — перестройка цистерцианского Збраславского монастыря «Aula Regia» по заказу аббата Вольфганга Лохнера. В начале 1703 года Ян Блажей Сантини с успехом заменил опытного архитектора Павла Игнаца Байера при реконструкции монастырского Собора Вознесения Девы Марии и Святого Иоанна Крестителя в Седлеце близ города Кутна-Гора. В том же году он начал работу над завершением Костёла Божией Матери Неустанной Помощи и Божественного Провидения (Kostel Panny Marie Ustavičné Pomoci a Božské Рrozřetelnosti), более известного как церковь Святого Каэтана (Kostel sv.Kajetána) на Малой Стране в Праге. Храм был построен для ордена театинцев в 1691—1717 годах по проекту Гварино Гварини и Яна Батиста Матея. Сантини выстроил новый фасад церкви.
В 1704 году он участвовал в реконструкции Капитула благочиния Пражского Града. В следующем году завершал реконструкцию старого городского дворца для Яна Рудольфа, графа Лисау (Jana Rudolfa hraběte z Lissau; здание не сохранилось). Это показывает, что с самого начала своей деятельности Сантини пользовался авторитетом и уважением заказчиков. В 1705 году он приобрёл в Праге большой дом на улице Нерудова за 3000 золотых монет, а затем соседний, соединив два дома в один.
После смерти Шрёдера в 1707 году Сантини женился на его дочери Веронике Альжбете. У него было четверо детей от Вероники, но все три сына умерли в детстве, осталась одна дочь Анна Вероника. В 1720 году Ян Блажей Сантини женился вторично на южночешской дворянке Антонии Игнатии Хржепицкой, обеспечив себе родственные связи с чешской знатью и с высшими церковными сановниками.
Ян Блажей Сантини скончался после продолжительной болезни 7 декабря 1723 года в Праге и похоронен по его последнему желанию на ныне упразднённом кладбище при бывшей церкви Св. Иоанна Крестителя в Оборе. Он умер в возрасте 46 лет, создал приблизительно 80 архитектурных произведений, авторство которых считается бесспорным, поскольку задокументировано в архивах задокументированных в архивах, авторство остальных 116 работ оспаривается.

## Особенности творческого метода и стиля
Современники считали Сантини «белой вороной», поскольку каждую композицию он решал необычным образом, пытаясь совместить разные стили и придавать столь же необычные символические значения архитектурным формам. Произведения Сантини привлекают также особенностями использования внутренних пространств: эффектами освещения и акустики.
Ян Блажей Сантини Айхель, единственный в своём роде, соединяет в индивидуальном творческом методе чувственное начало с глубокими познаниями в математике, геометрии, нумерологии, а также страсть к экстатическому вероисповеданию, использованию еврейской каббалы и христианского мистицизма.
Шедевром мировой архитектуры считается паломническая Церковь Святого Иоанна Непомука близ города Ждяр-над-Сазавоу. В 1994 года она признана объектом Всемирного наследия ЮНЕСКО. Архитектурный комплекс создан в 1720-е годы в Зелёной горе. Церковь построена в форме пятиконечной звезды (один из атрибутов Иоанна Непомука) и окружена звёздчатыми в плане монастырскими корпусами.
Из светских построек Сантини наиболее известен дворец-замок Кинских возле Хлумца-над-Цидлиноу (1677—1723).
Произведения Сантини помогают понять противоречия чешского барокко, времени расцвета чешской архитектуры, ремёсел и искусства, когда во многих памятниках под влиянием скрещивающихся внешних влияний и внутренних факторов сформировался экстравагантный историко-региональный архитектурный стиль.
- Монастырь в Кладрубах. 1710-е гг.
- Купол монастырской церкви в Кладрубах
- Монастырь Святого Иоанна Непомука в Зелёной Горе. 1720-е гг.
- Церковь Святого Иоанна Непомука
- Интерьер церкви
- Алтарь
- Подкупольное пространство церкви Св. Иоанна Непомука
- Замок Карлова Коруна. 1677—1723
- Коловратский дворец. Портал. Прага, Мала Страна
- Костёл Св. Вацлава в Цволе